# St-Eutrope (Les Salles-Lavauguyon)

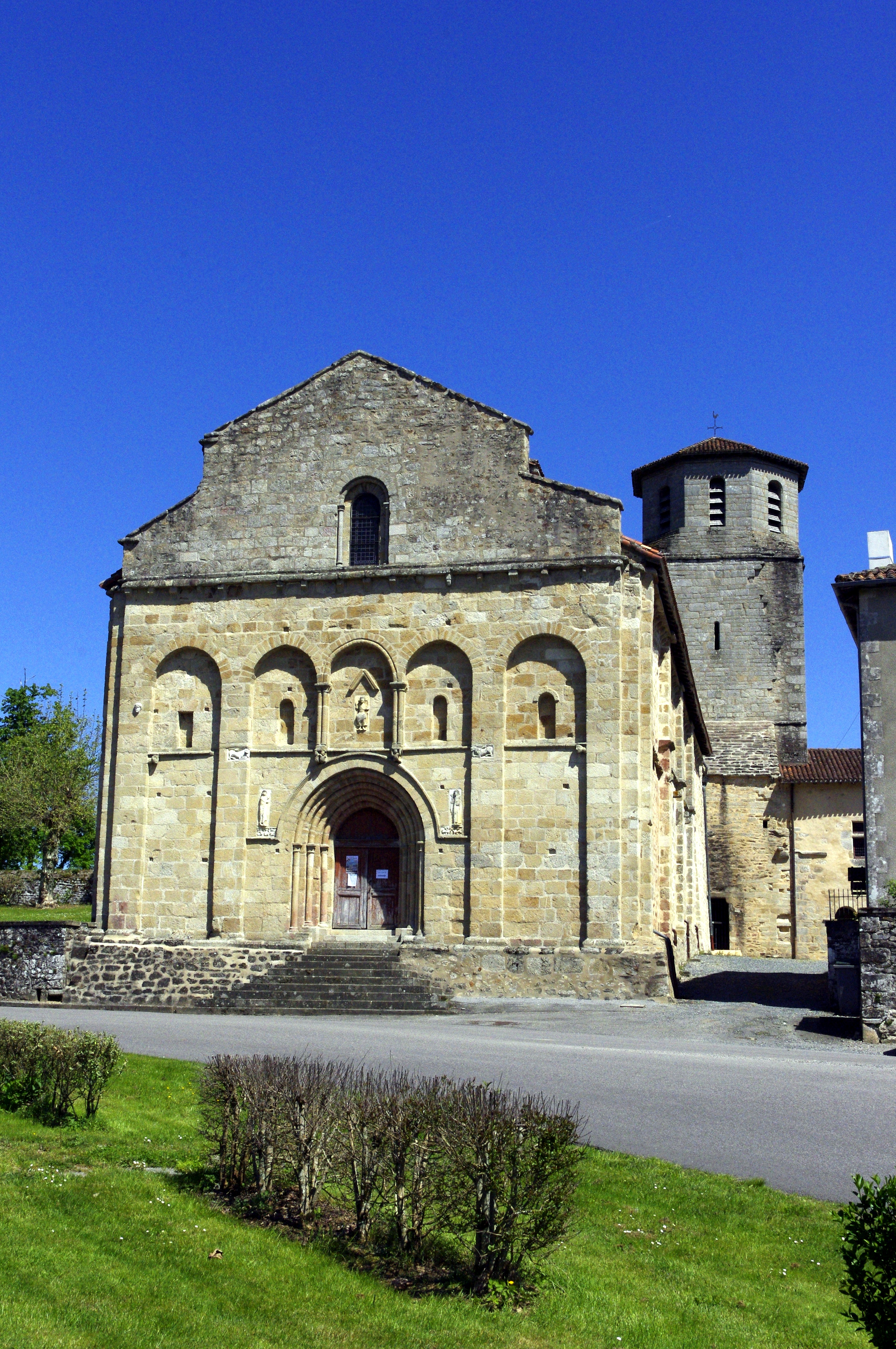
Saint-Eutrope von Westen

Die romanische Kirche Saint-Eutrope in Les Salles-Lavauguyon im Département Haute-Vienne wurde im 11. Jahrhundert erbaut. Sie ist für ihre umfangreichen Fresken bekannt. Die Kirche ist seit 1907 Monument historique.

## Lage
Die dem Heiligen Eutropius von Saintes geweihte Kirche liegt mitten im Ortszentrum von Les Salles (Eutropius war missionierender Bischof in Saintes während des 3. Jahrhunderts).

## Architektur und Baugeschichte

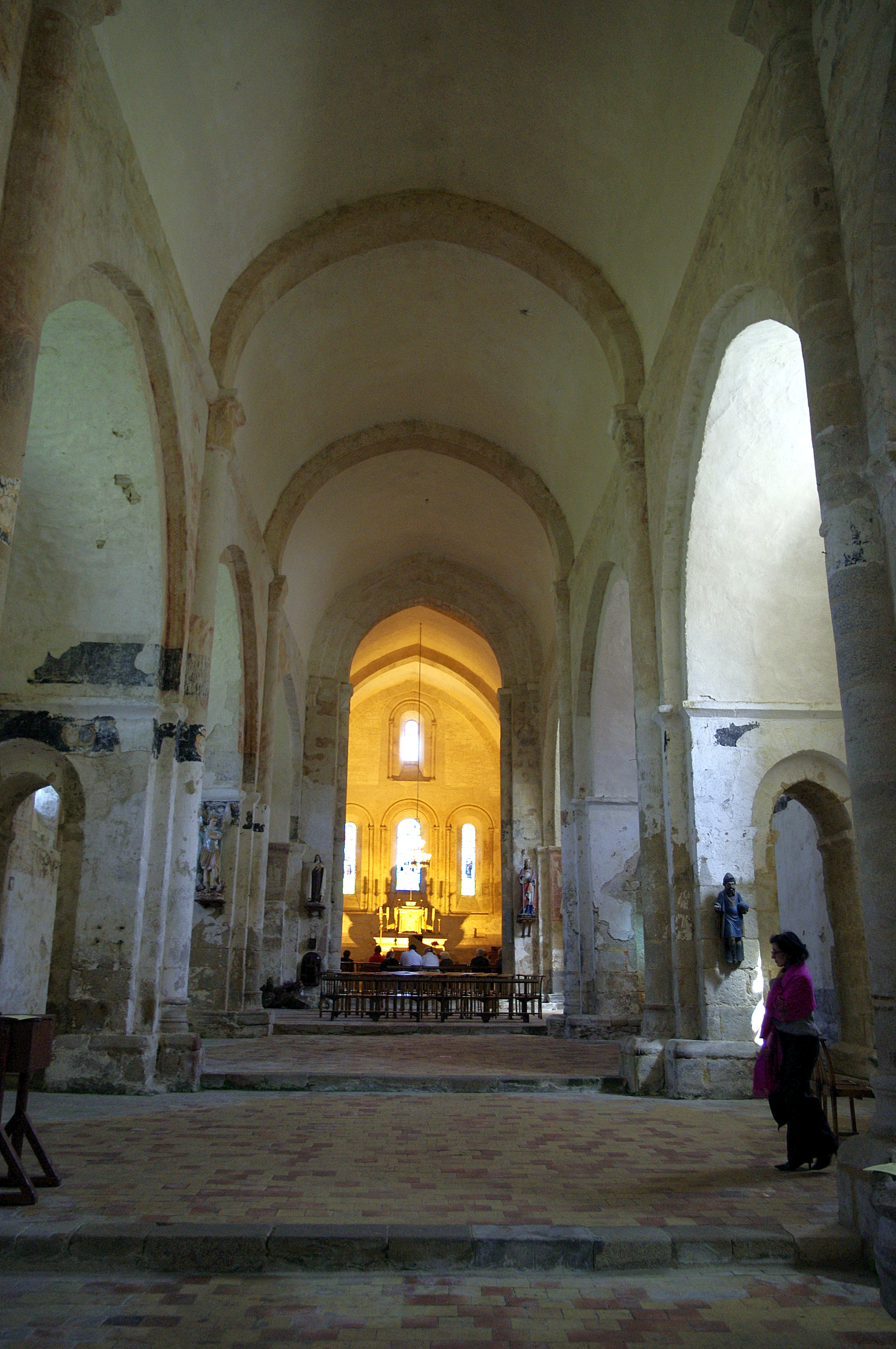
Innenraum der Kirche Saint-Eutrope

Die Kirche Saint-Eutrope in Les Salles-Lavauguyon ist zweifellos ein Meisterwerk der Romanik im Limousin. Sie vereinigt die Ernsthaftigkeit des romanischen Baustils mit der Leichtigkeit und menschlichen Dimension der Kirchen im Saintonge. Das Kirchenschiff wurde im Jahr 1075 von Aiméry III., Vicomte von Rochechouart, in Auftrag gegeben und dann im 12. Jahrhundert erweitert. Errichtet wurde die Kirche auf einem Stampffundament, in dem um das Kirchenschiff herum mehrere, durch Steinplatten markierte Gräber angelegt wurden. Erst in der Mitte des 19. Jahrhunderts wurden Steinplatten rund um den Bau verlegt.
Im Ort soll zur Gründungszeit eine blühende Hutmacherzunft ansässig gewesen sein, weswegen die Kirche nach dem Heiligen Eutropius benannt wurde, dem Schutzherrn der Hutmacher. Am Presbyterium befindet sich eine Quelle unter einem Schutzbau, die angeblich an Rheuma Erkrankten Linderung gebracht haben soll. Durch die Ortswahl in Quellenähe bedingt hat die Kirche im Verlauf der Jahrhunderte jedoch sehr unter Feuchtigkeitsproblemen gelitten.
Zur Westfassade mit dem typisch romanischen Eingangsportal führen breit angelegte Treppenstufen hinauf. Die Fassade besteht aus fünf Blendbögen, in deren Nischen oberhalb des Eingangsportals einst Skulpturen aufgestellt waren, die aber leider zerstört wurden; nur der thronende Christus in der Zentralnische ist noch erhalten. Im oberen Drittel der Fassade sitzt mittig ein großes ovales, von Bogensäulen gesäumtes Fenster. Vereinzelte Skulpturen und zwei skulptierte Kragsteine lockern die Strenge der Fassade etwas auf.
Der  Chor und der einem viereckigen Turm aufsitzende oktogonale Glockenturm wurden erst am Ende des 12. Jahrhunderts neben dem Kirchenschiff angesetzt. Der im Osten flach abschließende Chor besitzt drei länglich ovale, mit Buntglas versehene Fenster. Der oktogonale Glockenturm ist ein späterer Aufsatz, da es zu einem Einsturz des ursprünglichen Turms gekommen war.

## Fresken

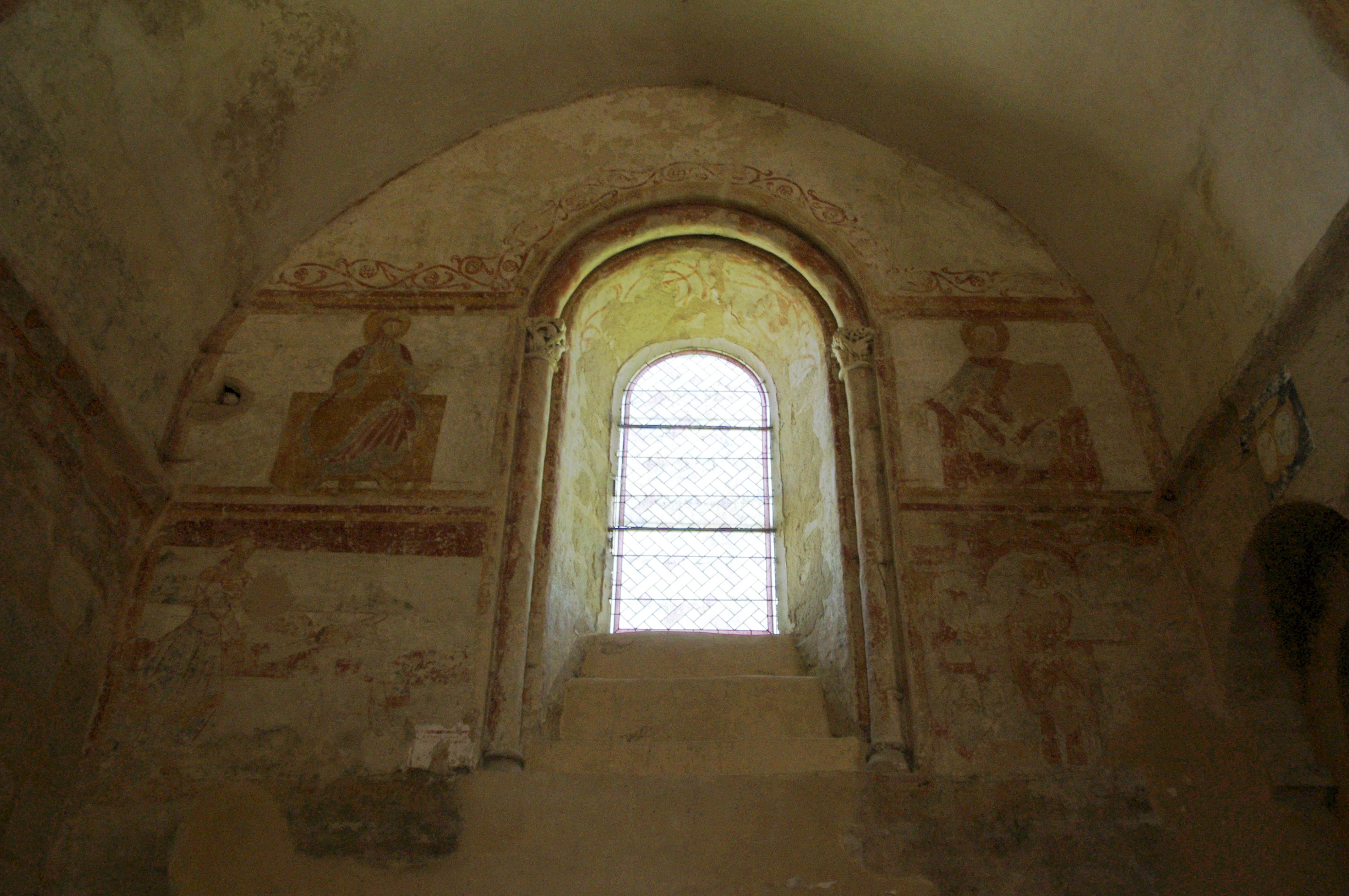
Saint-Eutrope, Fresken im Innenraum an der Westseite

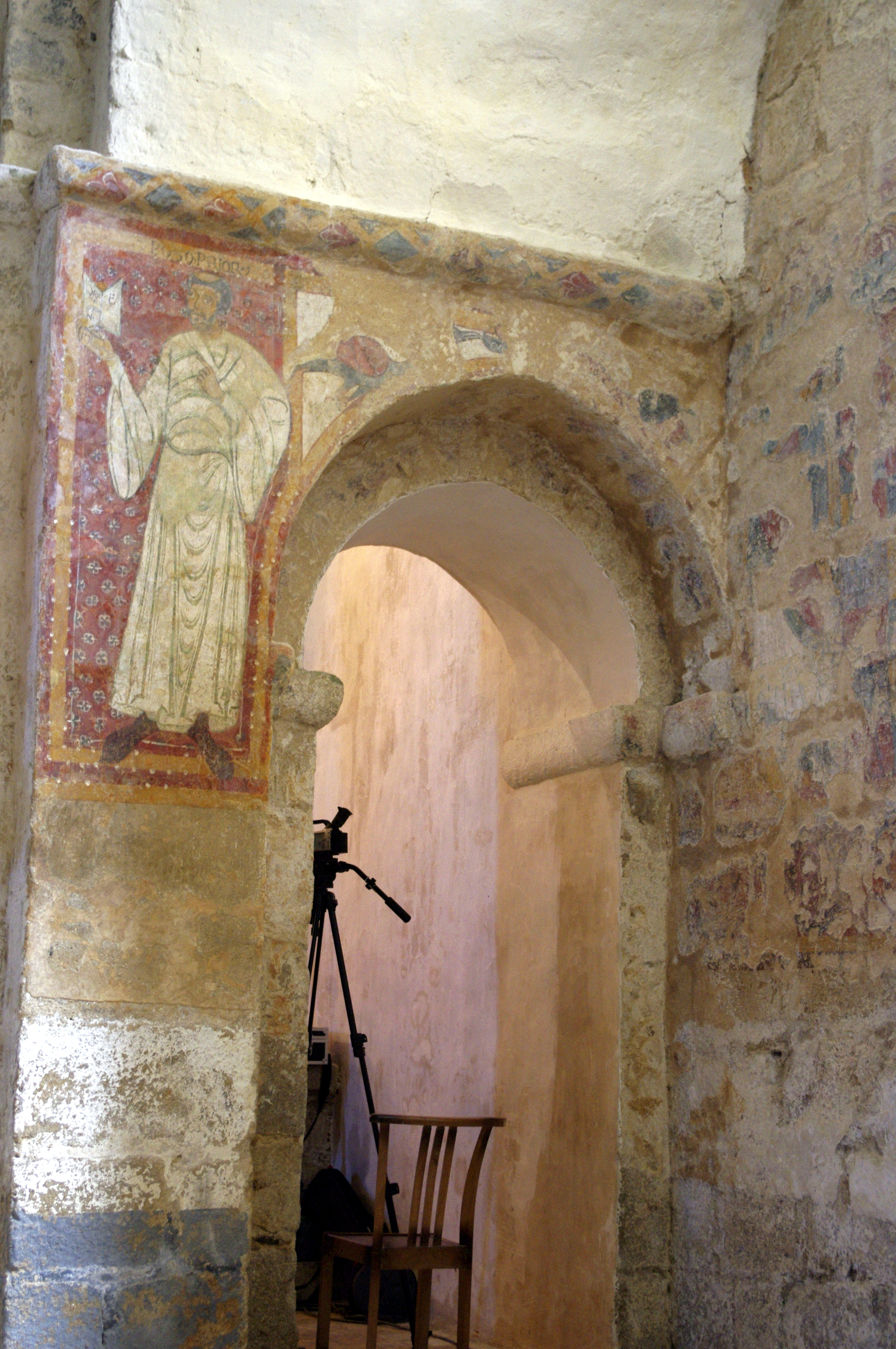
Der empfangende Prior Boso am Choreingang

Die Innenwände des Kirchenschiffs werden von Fresken bedeckt, die eine Gesamtfläche von nahezu 200 Quadratmeter einnehmen. Sie dürften mit zu den schönsten romanischen Fresken in Europa zählen. Dargestellt sind Szenen aus der Bibel wie die Erschaffung der Welt, die Martyrien mehrerer Heiliger wie beispielsweise der Heiligen Eutropius und Martial und die Porträts der Gründer des Priorats. Die Fresken wurden zwischen 1950 und 1953 vom Abt Fernand Combette unter einer dicken Schicht aus Gipsputz durch Zufall wiederentdeckt, als der Putz an einer Stelle aufgeplatzt war und die ersten Freskospuren zum Vorschein kamen.
Die Fresken befinden sich jetzt schon seit 1986 in Restaurierung. Die Malereien stammen wahrscheinlich aus dem Zeitraum 1160 bis 1195. Sie bedecken die unteren Seitenwände sowie das erste Joch des Kirchenschiffs.
Allein auf der Westseite nehmen die in fünf Bändern angeordneten Fresken 80 Quadratmeter in Anspruch. Dargestellt sind Szenen aus dem Alten und Neuen Testament wie beispielsweise die Erschaffung von Adam und Eva, die Geburt Christi aber auch Laster wie Habgier, Gewalttätigkeit, Eitelkeit und Verschwendungssucht. Das untere Register zeigt den brutalen Märtyrertod des heiligen Eutropius. Die Fresken auf der Nord- und Südseite setzen diese Thematik fort und stellen das Martyrium anderer Heiliger (Männer wie Frauen) dar. Am Choreingang empfangen zwei abgebildete Prioren den Besucher und heißen ihn willkommen. Zu sehen sind auch schwarze Heraldikbänder (litres funéraires), die aber erst im 16. Und im 18. Jahrhundert angebracht wurden.

## Priorat

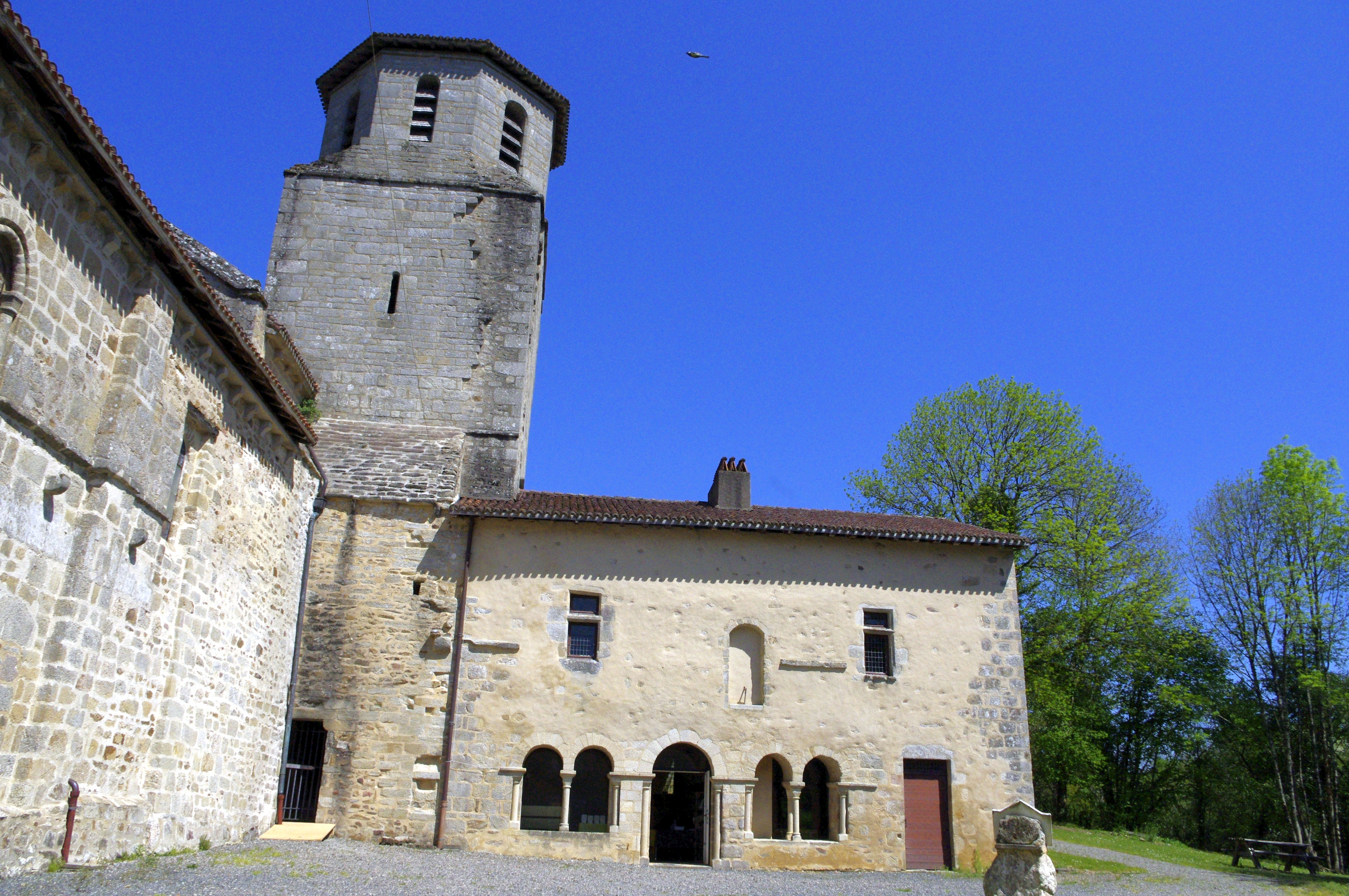
Kirchturm und Priorat

Südlich vom Glockenturm ist das ebenfalls im 12. Jahrhundert entstandene Priorat angebaut. Das Priorat von Les Salles unterstand dem Stiftskapitel von Saint-Junien. Im Gegensatz zu den Säkularkanonikern von Saint-Junien waren die Geistlichen in Les Salles Regularkanoniker, d. h. sie waren der monastischen Regel unterworfen und durften das Priorat nicht verlassen. Es beherbergte einst 12 Kanoniker und bestand ursprünglich aus zwei Räumen, einem Gemeinschaftsraum im Untergeschoss und einem darüberliegenden Schlafsaal. Pilger konnten im Priorat ebenfalls übernachten.
Für die fünf täglichen Messen konnte die Kirche von beiden Geschossen aus betreten werden.
Wegen der strengen Winter wurde der Schlafsaal später durch eine Mauer getrennt, in die beidseitig Kamine eingezogen wurden. Auch das Untergeschoss wurde unterteilt, erhielt aber nur einen Kamin. Der andere Raum wurde mittels des Brotofens beheizt.
Das einstige Priorat dient heute nur noch als Empfangsraum für Besucher der Kirche Saint-Eutrope. Wie auch die Kirche ist es ebenfalls als Monument historique anerkannt. Im Jahr 1998 wurde es mit großem Aufwand restauriert, um seinen einstigen Glanz wieder zur Geltung zu bringen.

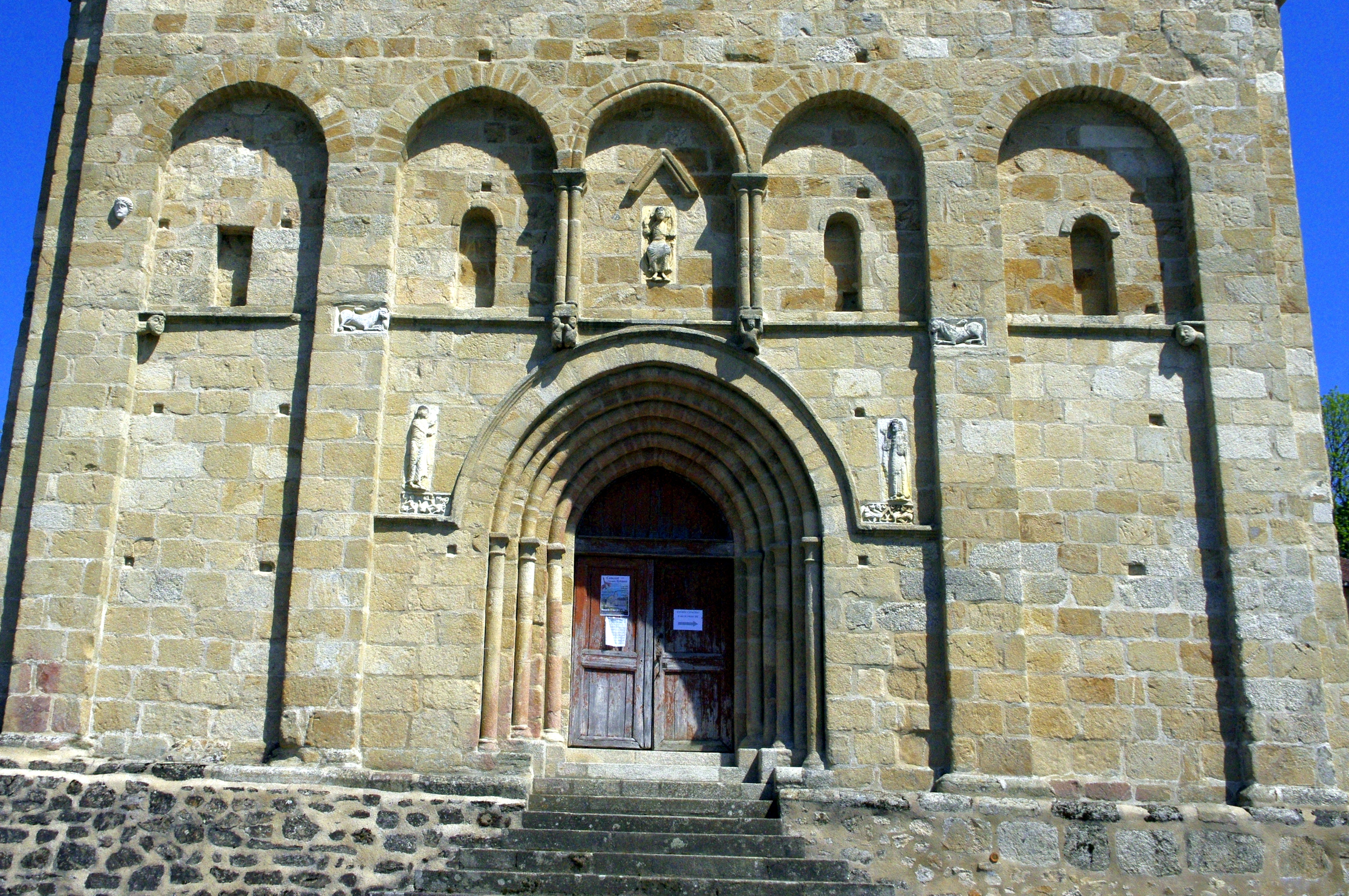
Westfassade
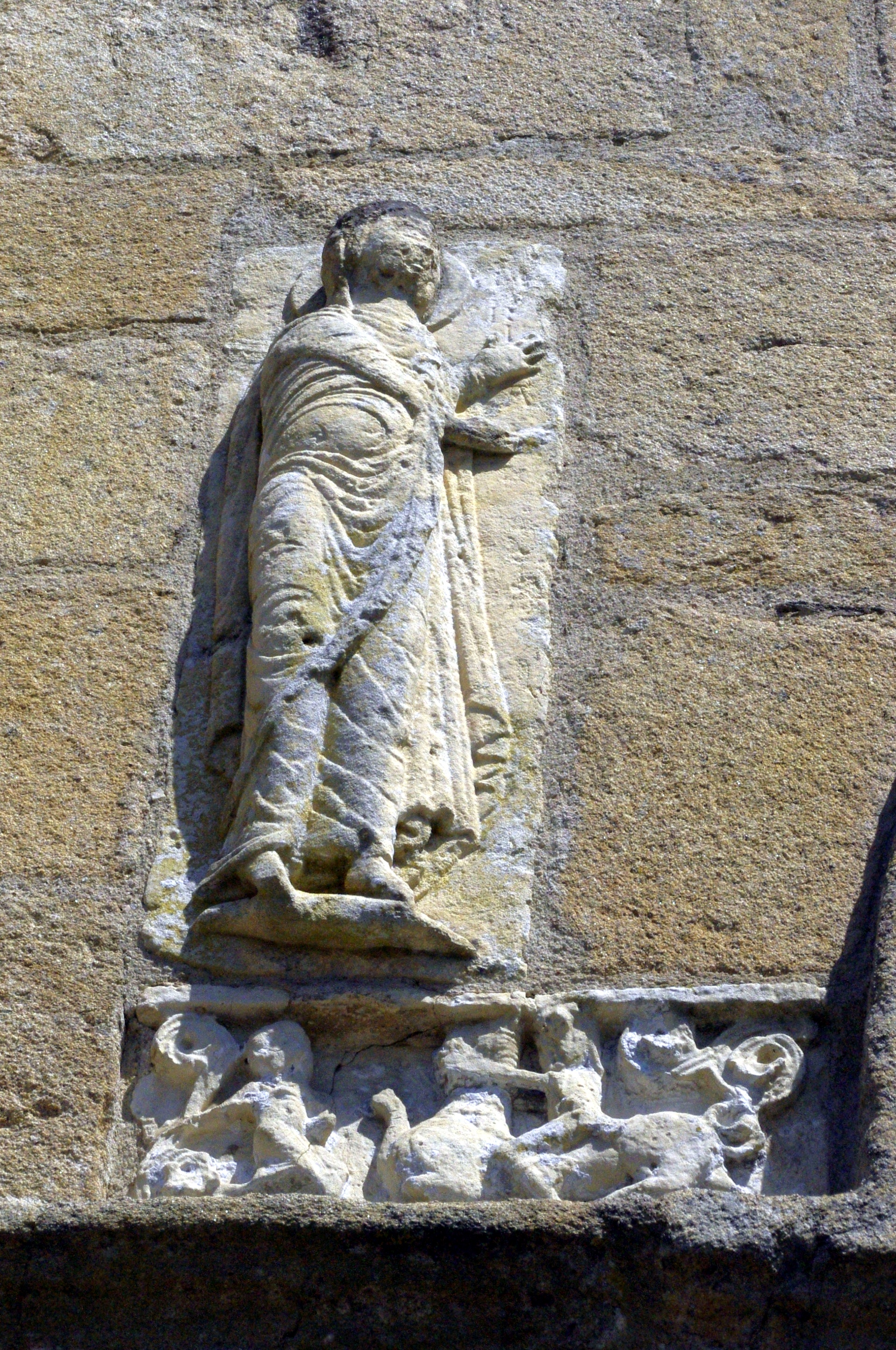
Statue links vom Eingang
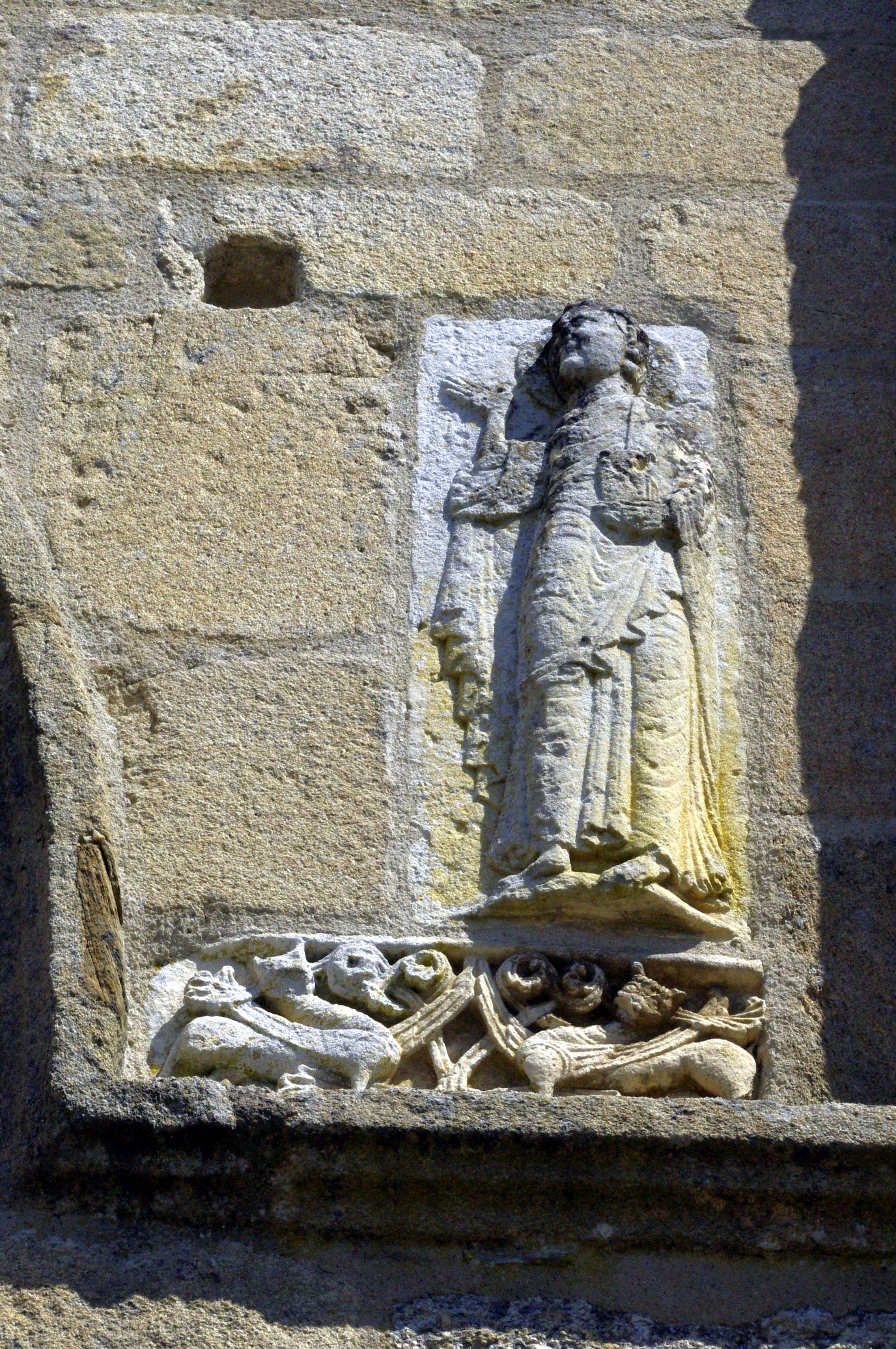
Statue rechts vom Eingang
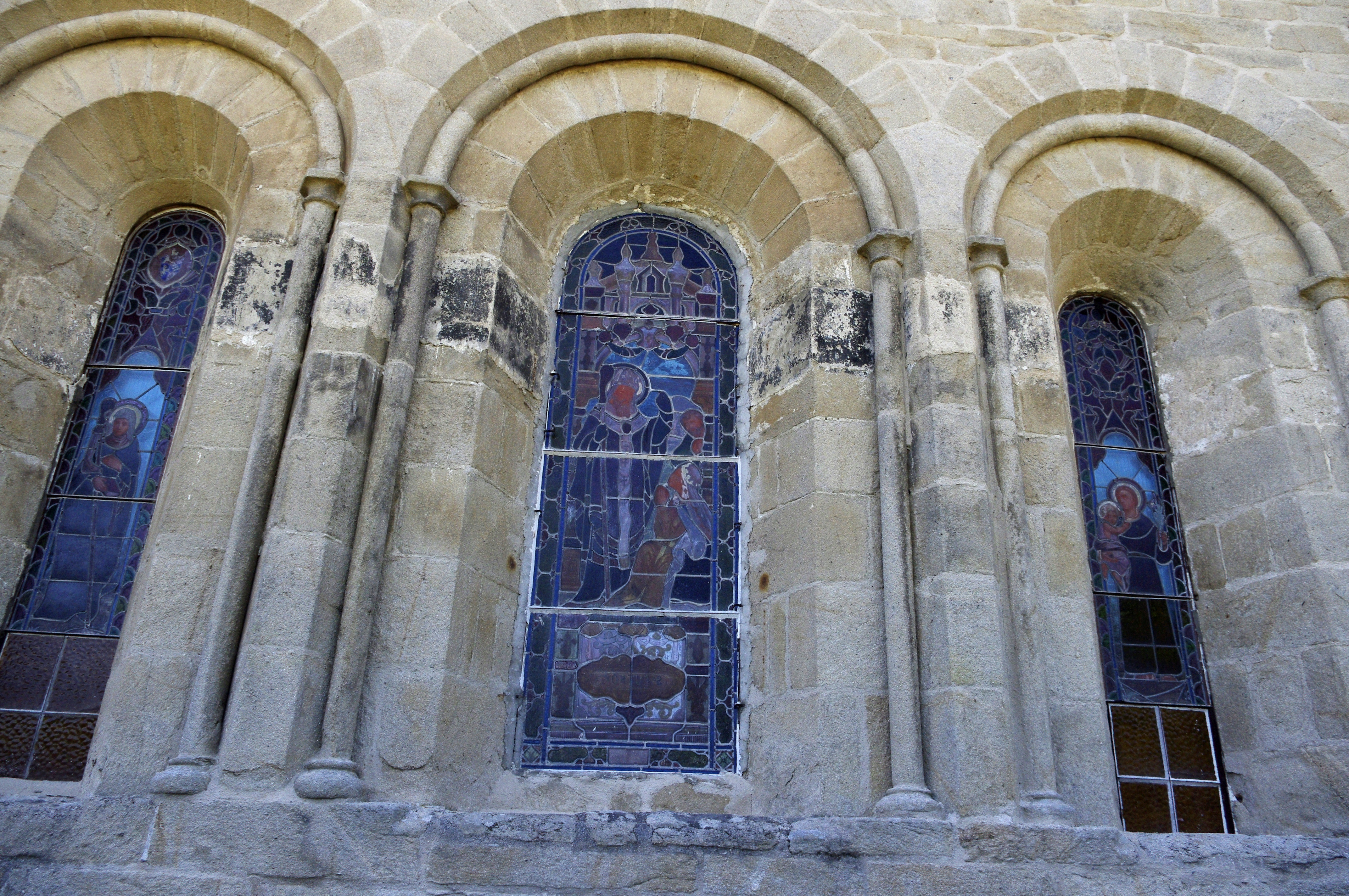
Chorfenster
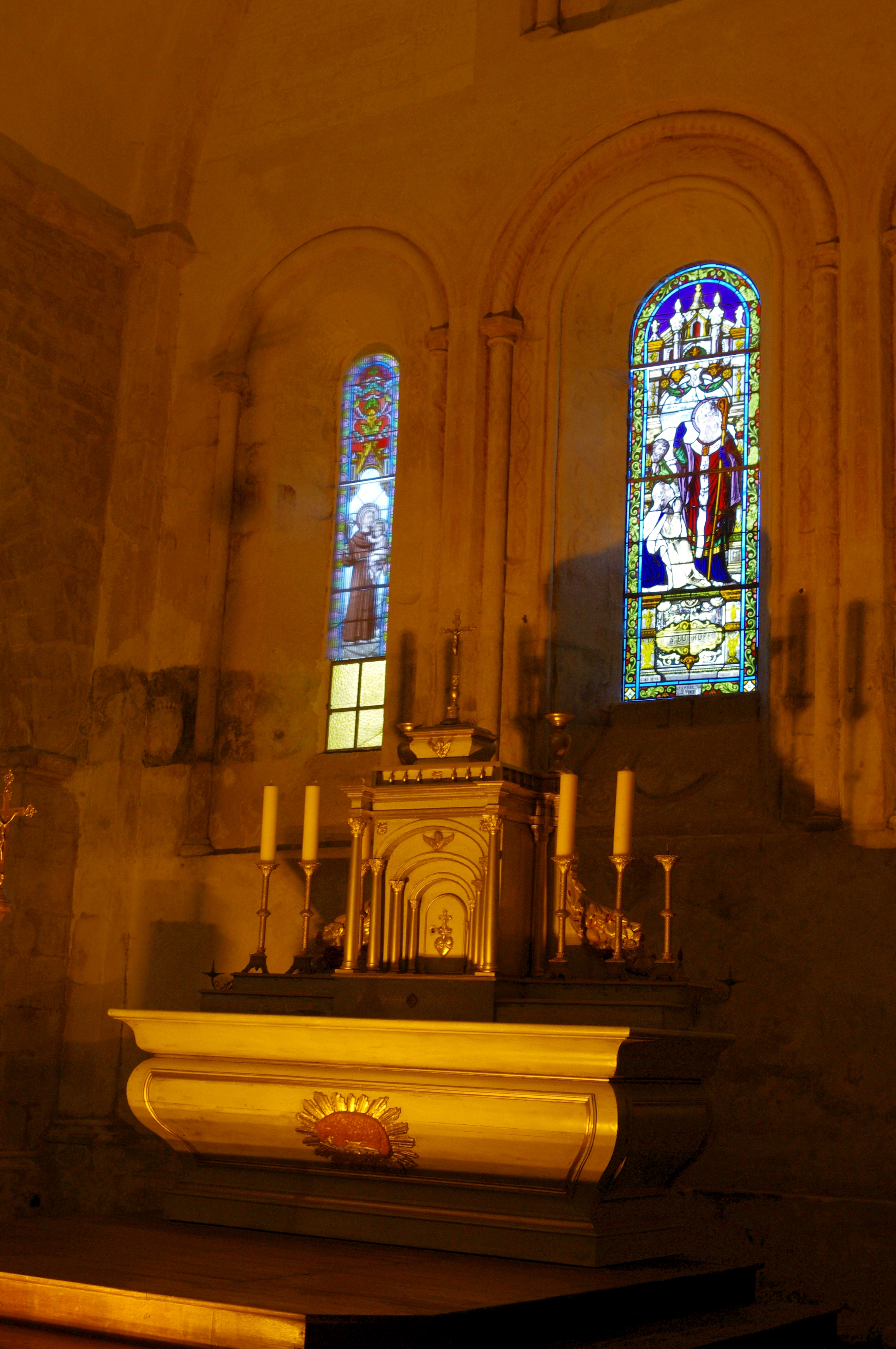
Chorfenster von innen
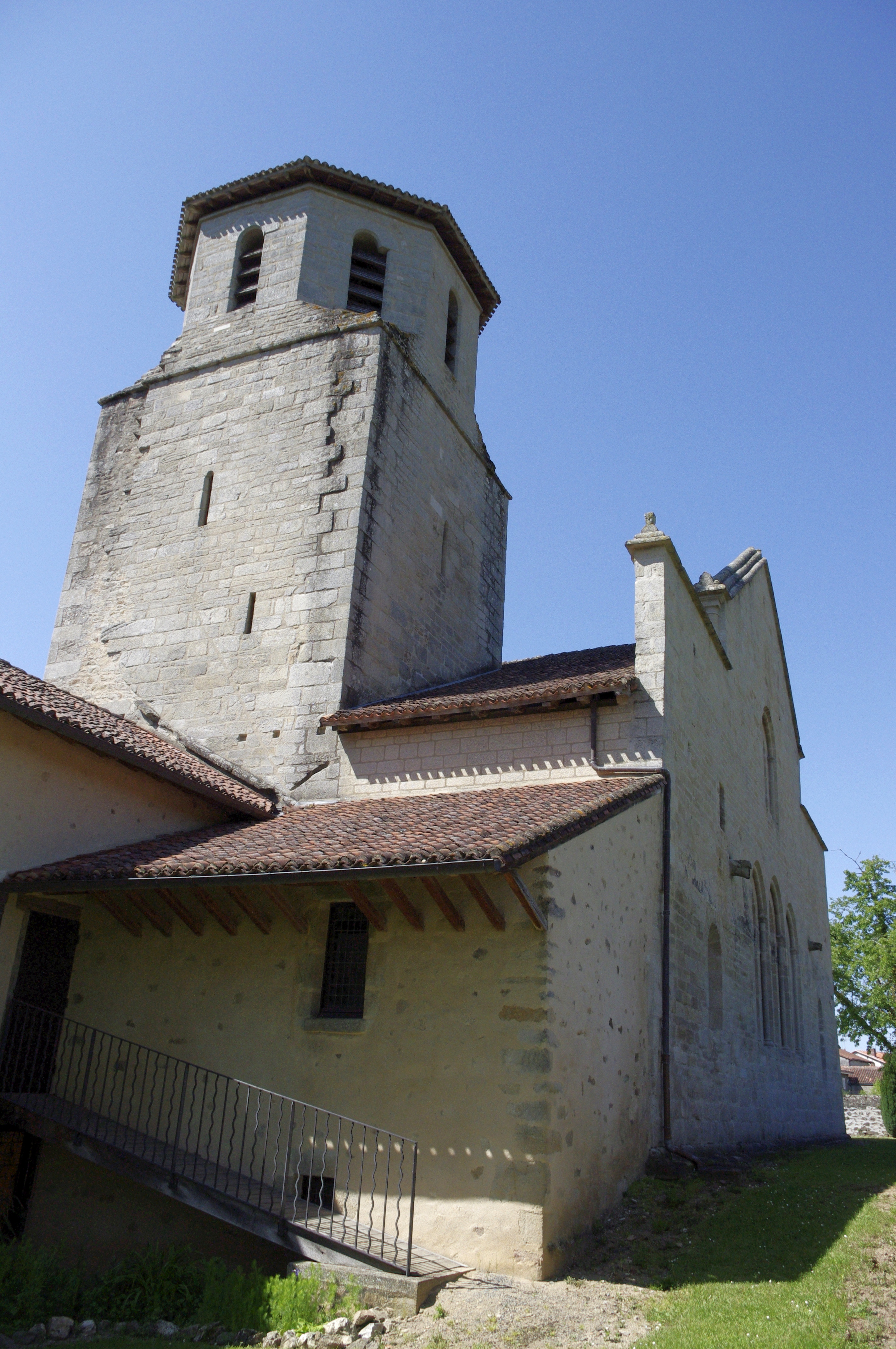
Chorende mit Kirchturm
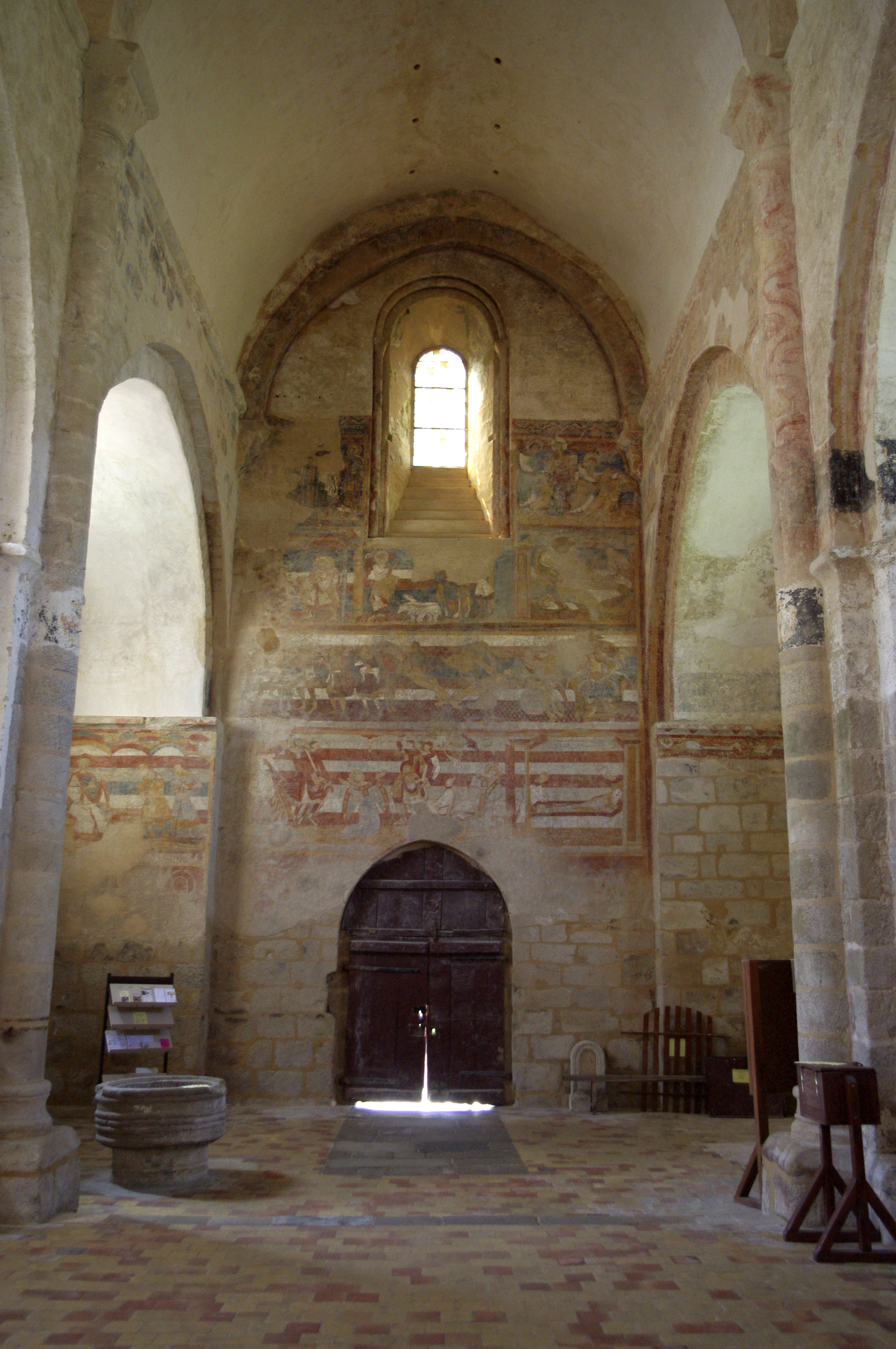
Fresken der Westseite